# Bounty
Bounty a fost o corabie engleză cu trei catarge care a aparținut admiralității britanice. In anul 1787 se afla într-o expediție în Pacific sub conducerea locotenentului William Bligh. Pe timpul când se afla pe drumul de reîntoarcere din Tahiti spre Antile, nava va fi avariată în urma unei explozii. Va urma o revoltă pe navă, care va devine renumită prin romanul ecranizat „Răscoala de pe Bounty”.

## Istoric
Din cauza Războiului de independență al Statelor Unite ale Americii crește prețul cerealelor în Marea Britanie. Aceasă criză a a dus la o perioadă de foamete care a avut loc între anii  1780 și 1787 când vor muri din cauza foamei ca. 15.000 de oameni. Aceasta atrage după sine creșterea prețului sclavilor mai ales de pe plantațiile de trestie de zahăr din Jamaica. Președintele societății engleze „Royal Society” Joseph Banks recomandă folosirea ca hrană cartoful, președintele fiind convins de importanța expediției lui James Cook. Marii proprietari de latifundii în loc să folosească subvențiile de stat pentru a suprima nevoile populației le vor folosi în scopuri personale. La data de 5 mai 1787 admiralitatea engleză este însărcinată de regele Georg III. să pornească o expediție geografică care fiind realizată de militari ar fi costat mai puțin coroana britanică.